# بريمن (أوهايو)
بريمن (بالإنجليزية: Bremen, Ohio)‏ هي بلدة تقع في الولايات المتحدة في مقاطعة فايرفيلد، أوهايو. يقدر عدد سكانها بـ 1,425 نسمة ومساحتها 2.23 كم2 وترتفع عن سطح البحر 234 متر.

## التركيبة السكانية
قام مكتب تعداد الولايات المتحدة بتحديد بيانات التركيبة السكانية لبريمن في تعداد الولايات المتحدة. في ما يلي، التركيبة السكانية حسب تعدادي 2000 و2010.

### تعداد عام 2000
بلغ عدد سكان بريمن 1,265 نسمة بحسب تعداد عام 2000، وبلغ عدد الأسر 483 أسرة وعدد العائلات 360 عائلة مقيمة في القرية. في حين سجلت الكثافة السكانية 1,515.3 نسمة لكل ميل مربع (585.1/كم2). وبلغ عدد الوحدات السكنية 506 وحدة بمتوسط كثافة قدره 606.1 نسمة لكل ميل مربع (234.0/كم2).
وتوزع التركيب العرقي للقرية بنسبة 99.45% من البيض و 0.55% من عرقين مختلطين أو أكثر.
بلغ عدد الأسر 483 أسرة كانت نسبة 39.8% منها لديها أطفال تحت سن الثامنة عشر تعيش معهم، وبلغت نسبة الأزواج القاطنين مع بعضهم البعض 58.0% من أصل المجموع الكلي للأسر، ونسبة 10.8% من الأسر كان لديها معيلات من الإناث دون وجود شريك، وكانت نسبة 25.3% من غير العائلات. تألفت نسبة 23.2% من أصل جميع الأسر من أفراد ونسبة 13.5% كانوا يعيش معهم شخص وحيد يبلغ من العمر 65 عاماً فما فوق. وبلغ متوسط حجم الأسرة المعيشية 3.06، أما متوسط حجم العائلات فبلغ 2.62.
بلغ العمر الوسطي للسكان 35 عاماً. وكانت نسبة 29.6% من القاطنين تحت سن الثامنة عشر، وكانت نسبة 7.8% بين الثامنة عشر والأربعة وعشرون عاماً، ونسبة 29.3% كانت واقعةً في الفئة العمرية ما بين الخامسة والعشرون حتى والأربعة وأربعون عاماً، ونسبة 20.1% كانت ما بين الخامسة والأربعون حتى الرابعة والستون، ونسبة 13.1% كانت ضمن فئة الخامسة والستون عاماً فما فوق. يوجد لكل 100 أنثى 88.8 ذكر، ويوجد لكل 100 أنثى في الثامنة عشر من عمرها فما فوق 89.8 ذكر.
بلغ متوسط دخل الأسرة في القرية 38,036 دولار، أما متوسط دخل العائلة فبلغ 44,844 دولار. وكان متوسط دخل الذكور 33,472 دولار مقابل 22,202 دولار للإناث. وسجل دخل الفرد الخاص بالقرية 16,408 دولار. وكانت نسبة 6.9% من العائلات ونسبة 6.7% من السكان تحت خط الفقر، وكان من هؤلاء نسبة 10.7% تحت سن الثامنة عشر ونسبة 4.6% في الخامسة والستين من العمر وما فوق.

### تعداد عام 2010
بلغ عدد سكان بريمن 1,425 نسمة بحسب تعداد عام 2010، وبلغ عدد الأسر 506 أسرة وعدد العائلات 394 عائلة مقيمة في القرية. في حين سجلت الكثافة السكانية 1,657.0 نسمة لكل ميل مربع (639.8/كم2). وبلغ عدد الوحدات السكنية 546 وحدة بمتوسط كثافة قدره 634.9 لكل ميل مربع (245.1/كم2).
وتوزع التركيب العرقي للقرية بنسبة 98.2% من البيض و 0.3% من الأمريكيين الأصليين و 0.1% من سكان جزر المحيط الهادئ و 0.3% من الأمريكيين الأفارقة و 1.2% من عرقين مختلطين أو أكثر.
بلغ عدد الأسر 506 أسرة كانت نسبة 42.7% منها لديها أطفال تحت سن الثامنة عشر تعيش معهم، وبلغت نسبة الأزواج القاطنين مع بعضهم البعض 58.5% من أصل المجموع الكلي للأسر، ونسبة 14.6% من الأسر كان لديها معيلات من الإناث دون وجود شريك، بينما كانت نسبة 4.7% من الأسر لديها معيلون من الذكور دون وجود شريكة وكانت نسبة 22.1% من غير العائلات. تألفت نسبة 18.4% من أصل جميع الأسر من أفراد ونسبة 7.3% كانوا يعيش معهم شخص وحيد يبلغ من العمر 65 عاماً فما فوق. وبلغ متوسط حجم الأسرة المعيشية 3.15، أما متوسط حجم العائلات فبلغ 2.79.
بلغ العمر الوسطي للسكان 34.5 عاماً. وكانت نسبة 31.1% من القاطنين تحت سن الثامنة عشر، وكانت نسبة 6.1% بين الثامنة عشر والأربعة وعشرون عاماً، ونسبة 27.2% كانت واقعةً في الفئة العمرية ما بين الخامسة والعشرون حتى والأربعة وأربعون عاماً، ونسبة 22.6% كانت ما بين الخامسة والأربعون حتى الرابعة والستون، ونسبة 13.2% كانت ضمن فئة الخامسة والستون عاماً فما فوق. وتوزع التركيب الجنسي للسكان بنسبة 49.8% ذكور و50.2% إناث.